# Polytaenium urbanii
Polytaenium urbanii är en kantbräkenväxtart som först beskrevs av Guido Georg Wilhelm Brause, och fick sitt nu gällande namn av Henri Alain Liogier. Polytaenium urbanii ingår i släktet Polytaenium och familjen Pteridaceae. Inga underarter finns listade.